# 尚清王
尚清王（しょうせいおう、1497年（弘治10年） - 1555年7月13日（嘉靖34年6月25日））は、琉球王国第二尚氏王統の第4代国王（在位1527年 - 1555年）。第3代国王尚真王の第5王子。童名は真仁堯樽金。神号は天続之按司添（てにつぎのあんじおそい）。
1526年（嘉靖5年）12月11日に父が死去した後の翌年に即位する。1534年、明王朝に冊封を受ける。1537年には反乱のかどで奄美大島の与湾大親を討つが、これは大島の他の大親による讒訴と判り、子孫の馬氏小禄殿内は琉球で長用された。同時に倭寇に対する圧力、防備も強化するなどの軍事面での顕著な事績があった。
1555年（嘉靖34年）6月25日、59歳で死去。死後、王子たちの間で王位継承争いが起こり、翌年に尚清が生前に後継者として定めていた第2王子の尚元王が継いだ。

## 家族
- 父 - 尚真王
- 母 - 華后
- 妃 - 思真銭金按司加那志：号・月江。1552年（嘉靖30年）6月13日薨。毛氏平安名家一世・兼城親方栄重の姉。
- 夫人
  - 城之大按司志良礼：童名・真鶴金、号・瑞室。生没年不詳。父は謝名村新城仁屋、子孫は陳氏石川家。
  - 大按司志良礼：童名・真美那古金、号・后徳。生没年不詳。父は楽氏一世屋宜親雲上昌寔。
  - 大按司志良礼：童名・真世仁金、号・礼室。生没年不詳。父は王農大親。

- 妻 - 与那原阿護母志良礼：号・誠淑、堅嘉の妹、那氏一世新垣親雲上善将の叔母。

- 子女
  - 長男 - 尚禎、中城王子：母は后徳。生没年不詳。妻は毛氏上里殿内三世・沢岻親方盛里の娘、君豊見按司加那志。後裔なし。
  - 次男 - 尚元、久米中城王子：母は妃。後即位する。
  - 三男 - 尚楊叢、勝連王子朝宗：号・金渓。生没年不詳。向氏新里殿内一世。
  - 四男 - 尚鑑心、大伊江王子：生没年不詳。後裔なし。位牌は天界寺。
  - 五男 - 尚桓、北谷王子朝里：号・春楊。生没年不詳。向氏与那覇殿内一世。
  - 六男 - 尚范国、東風平王子朝典：号・泰甫。1548年（嘉靖27年）11月11日卒。玉城御殿一世。
  - 七男 - 尚宗賢、伊江王子朝義：母は瑞室。号・昨夢。1538年（嘉靖17年） - 1586年（万暦14年）5月19日。伊江御殿一世、
  - 八男 - 尚洪徳、読谷山王子朝苗：母は礼室。玉川御殿一世。
  - 九男 - 尚龔礼、豊見城王子朝喬：号・徳崇。生没年不詳。向氏伊良波殿内一世。
  - 十男 - 尚悦、羽地王子朝武：母は誠淑。号・梅仙。1587年（万暦15年）7月18日卒。向氏喜屋武殿内一世。
  - 長女 - 阿応利屋恵按司加那志：号・徳大。生没年不詳。後裔なし。位牌は天界寺。
  - 次女 - 首里大君按司加那志：号・桂月。生没年不詳。後裔なし。葬地は玉陵。